# ريان توماس (لاعب كرة قدم)
ريان توماس (بالإنجليزية: Ryan Thomas)‏ (20 مارس 1989 بكلاريمونت في الولايات المتحدة - ) هو لاعب كرة قدم أمريكي في مركز الدفاع. لعب مع لوس أنجلوس غلاكسي.

## وصلات خارجية
- ريان توماس على موقع الدوري الأمريكي (الإنجليزية)
- ريان توماس على موقع قاعدة بيانات كرة القدم.إي يو (الإنجليزية)